# Diennes-Aubigny
Diennes-Aubigny est une commune française située dans le département de la Nièvre, en région Bourgogne-Franche-Comté.

## Géographie

### Hydrographie
- L'Andarge (affluent de l'Aron et donc sous-affluent de la Loire) ;
- La Senelle.

### Villages, hameaux, lieux-dits, écarts
Avril les Loups, Babise, les Blains, le Bourg, Bois Tronçain, les Chaises, le Champ Balais, Champdoux, Chevannes, Couaults, Crot de l'Ombre, Haut des Champs, Aubigny-le-Chétif, le Petit Chevanne, les Louats, le Petit Doreaux, le Grand Doreau, les Gauthiers, la Guiche, les Perrats, l'Huilerie, le Marais, Montceneau, le Ninliat, Passy, Sauvigny, Romenay, le Troncin, la Vallée.

### Climat
Pour des articles plus généraux, voir Climat de la Bourgogne-Franche-Comté et Climat de la Nièvre.
En 2010, le climat de la commune est de type climat océanique dégradé des plaines du Centre et du Nord, selon une étude du Centre national de la recherche scientifique s'appuyant sur une série de données couvrant la période 1971-2000. En 2020, Météo-France publie une typologie des climats de la France métropolitaine dans laquelle la commune est exposée à un climat océanique altéré et est dans la région climatique  Centre et contreforts nord du Massif Central, caractérisée par un air sec en été et un bon ensoleillement. 
Pour la période 1971-2000, la température annuelle moyenne est de 10,9 °C, avec une amplitude thermique annuelle de 16 °C. Le cumul annuel moyen de précipitations est de 922 mm, avec 13,2 jours de précipitations en janvier et 8,2 jours en juillet. Pour la période 1991-2020, la température moyenne annuelle observée sur la station météorologique de Météo-France la plus proche, « Fours », sur la commune de Fours à 16 km à vol d'oiseau, est de 11,4 °C et le cumul annuel moyen de précipitations est de 904,1 mm. 
La température maximale relevée sur cette station est de 40,8 °C, atteinte le 5 août 2003 ; la température minimale est de −13,2 °C, atteinte le 24 décembre 2001,,. 
Les paramètres climatiques de la commune ont été estimés pour le milieu du siècle (2041-2070) selon différents scénarios d'émission de gaz à effet de serre à partir des nouvelles projections climatiques de référence DRIAS-2020. Ils sont consultables sur un site dédié publié par Météo-France en novembre 2022.

## Urbanisme

### Typologie
Au 1er janvier 2024, Diennes-Aubigny est catégorisée commune rurale à habitat très dispersé, selon la nouvelle grille communale de densité à sept niveaux définie par l'Insee en 2022.
Elle est située hors unité urbaine et hors attraction des villes,.

### Occupation des sols
L'occupation des sols de la commune, telle qu'elle ressort de la base de données européenne d’occupation biophysique des sols Corine Land Cover (CLC), est marquée par l'importance des territoires agricoles (74,7 % en 2018), une proportion sensiblement équivalente à celle de 1990 (74,8 %). La répartition détaillée en 2018 est la suivante : prairies (40,4 %), terres arables (33,4 %), forêts (23,9 %), milieux à végétation arbustive et/ou herbacée (1,4 %), zones agricoles hétérogènes (0,9 %). L'évolution de l’occupation des sols de la commune et de ses infrastructures peut être observée sur les différentes représentations cartographiques du territoire : la carte de Cassini (XVIIIe siècle), la carte d'état-major (1820-1866) et les cartes ou photos aériennes de l'IGN pour la période actuelle (1950 à aujourd'hui).

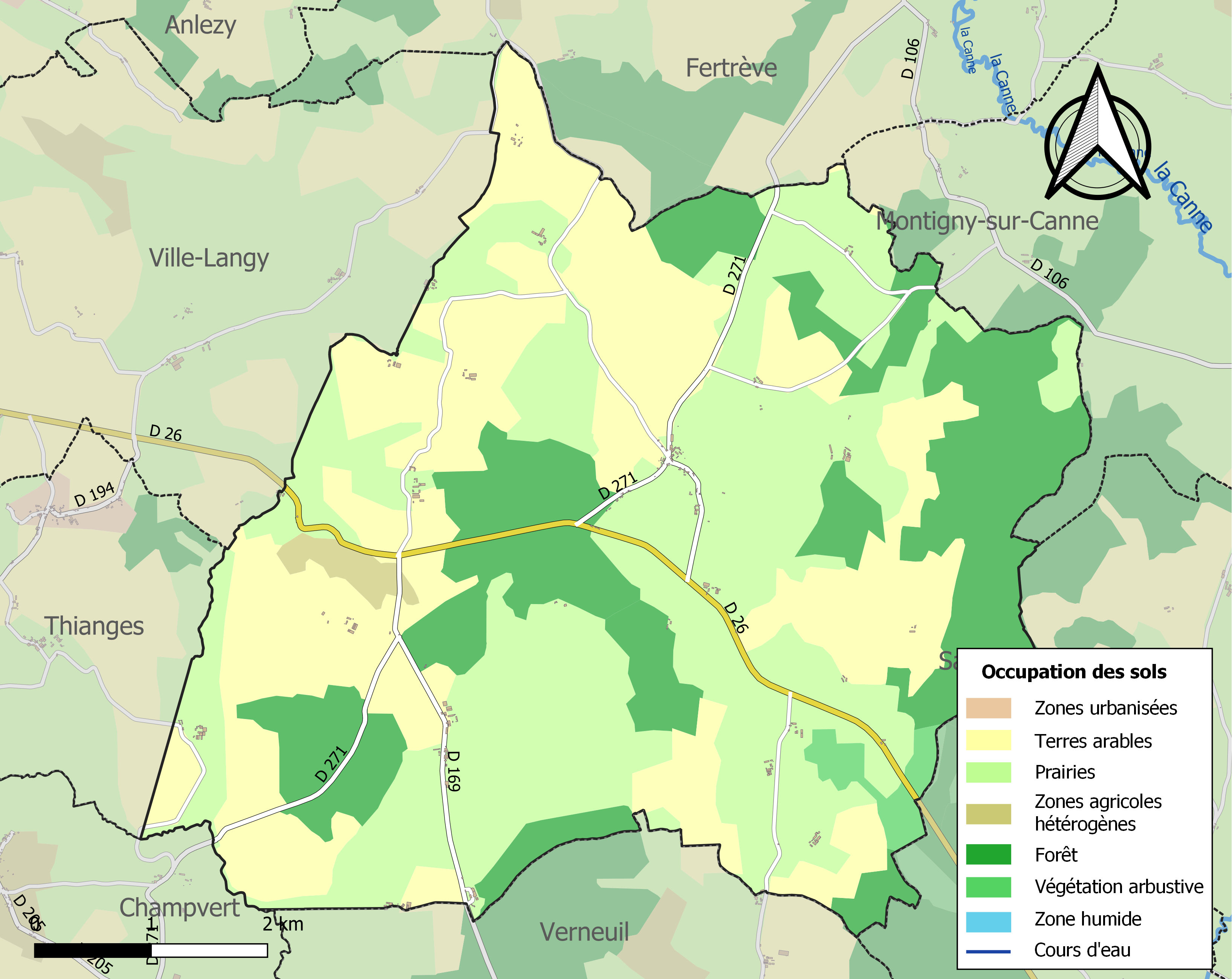
Carte des infrastructures et de l'occupation des sols de la commune en 2018 (CLC).

## Toponymie
Pour Diennes : Diana (1147), Domus leprosorum de Dyana (1285), Dyane (1456), Dienne (1464), Dyana (1478), Dyenne (1513), Dhiene (1699).
Pour Aubigny : Albiniacum (1147), Albigniacum (1226), Aubigny-le-Chetif (1279), Albigniacum Captivum (1478), Aubigny-le-Chestif (1602).
Les paroisses de Diennes et d'Aubigny-le-Chétif, deviennent deux communes distinctes pendant la Révolution avant d'être réunies sous le nom actuel par un décret du 16 avril 1862.

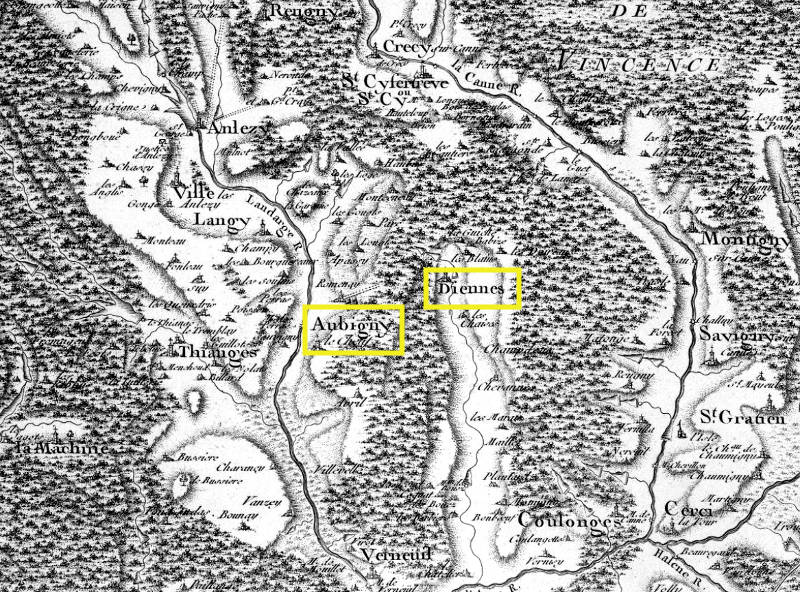
Localisation des paroisses de Diennes et d'Aubigny-le-Chétif sur la carte de Cassini.

## Histoire

### Antiquité
En 1885, Soultrait indique qu'il existe encore des restes d'une voie d'époque romaine près de Dienne.

### Moyen Âge
La paroisse de Diennes dépend du prieuré de Saint-Révérien qui y crée une annexe et y envoie quelques moines. Contrairement à ce qui est écrit dans le pouillé de 1478 il ne s'agit pas d'un prieuré mais sans doute un gros centre d'exploitation. Cette annexe est durement touchée durant la première phase de la Guerre de Cent Ans : la maison presbytérale, où autrefois habitaient deux moines, fut complètement détruite, et la paroisse, qui comprenait quatre cents feux avant l’épidémie de 1348, n’en comptait plus que soixante en 1384.
La paroisse d'Aubigny est donnée au prieuré de Saint-Gildard par l'évêque Fromond, (elle dépend donc de l'abbaye de Saint-Laurent). Cela est confirmé en 1147 dans une bulle du pape Eugène III. Le prieuré-cure d'Aubigny a à sa tête un chanoine (ordre des chanoines réguliers de saint Augustin) qui porte le titre de prieur-curé et qui, à la fin du Moyen Âge, laisse cette charge à un desservant qui lui paye un cens annuel. 

### Époque moderne
Le 20 avril 1694, François Boulet un habitant de Diennes est condamné à être pendu à Nevers pour vols avec effraction aux dépens du curé de Saint-Cy-Fertrève.

### Époque contemporaine
En 1862, les communes d'Aubigny-le-Chétif et de Diennes sont réunies. Le cœur du village se trouve à Diennes, tandis qu'Aubigny ne devient qu'un simple hameau. Son église est décrite comme en ruines en 1885 : 
Ancienne église paroissiale de Saint-Médard d'Aubigny-le-Chétif, en ruines, XIIe siècle ; plan rectangulaire terminé par une abside en cul-de-four ovoïde, percée de trois fenêtres cintrées ; sur les parois de cette abside, restes de peintures du XIIIe siècle ou du XIVe siècle ; grandes figures de chaque côté de la fenêtre centrale on lit près de l'une d'elles, en lettres capitales gothiques, Toma ; chœur de deux travées voûtées en berceau brisé ; arcs-doubleaux sur pilastres à impostes et arcatures gothiques, aussi sur pilastres, garnissant les parois ; fenêtres semblables à celles de l'abside. Nef entièrement ruinée. Contre la paroi nord du chœur, inscription rappelant une fondation faite en 1721 par Claude Maulnory, chevalier, seigneur d'Aubigny, conseiller à la cour des aides ; au-dessus de cette inscription, écu à trois têtes de loup, surmonté d'une couronne de comte.
Les derniers restes de l'église sont rasés au cours du XXe siècle par les exploitants installés à Aubigny.

## Politique et administration

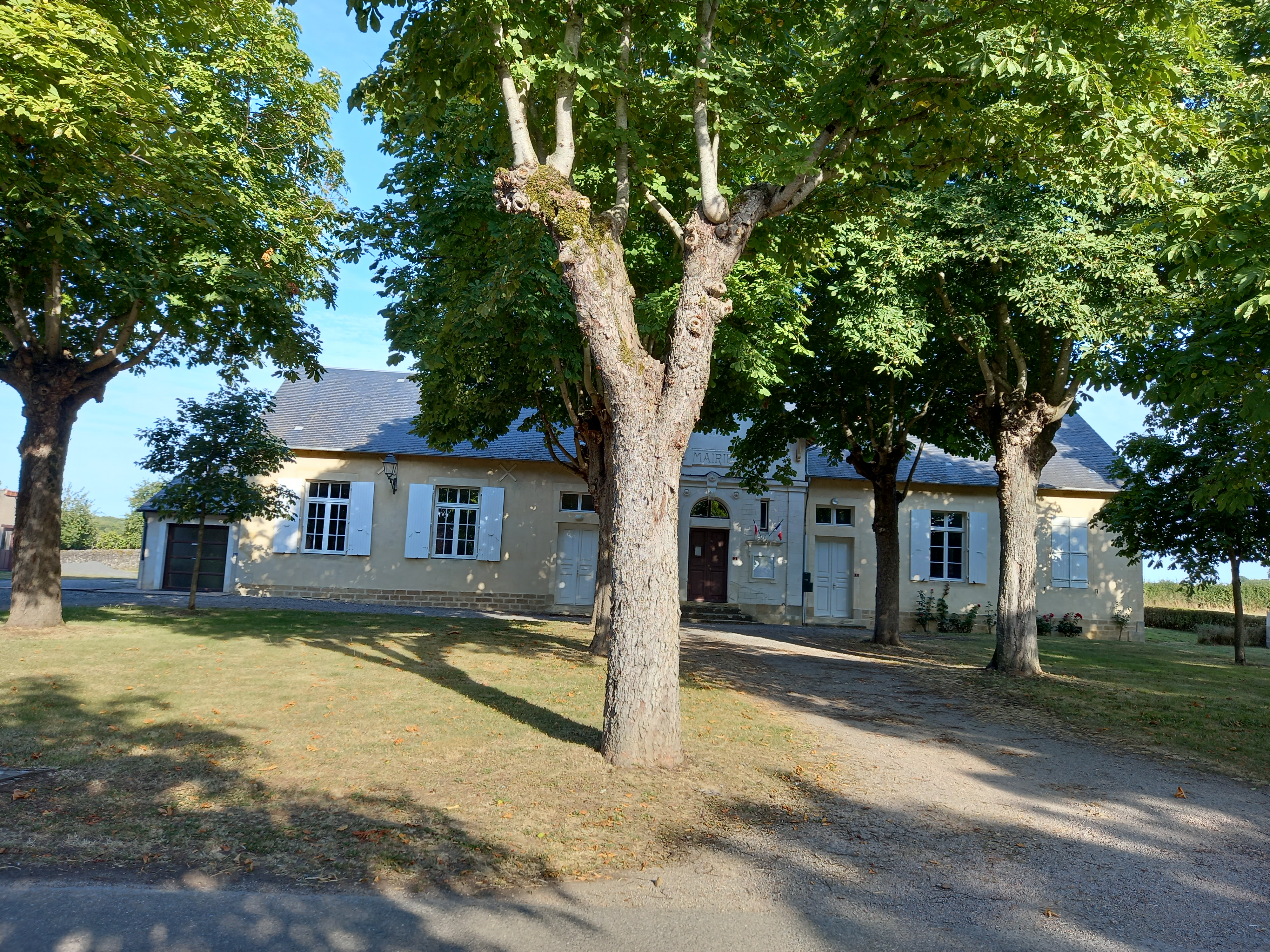
Mairie.

| Période                                  | Période   | Identité          | Étiquette | Qualité  |
| ---------------------------------------- | --------- | ----------------- | --------- | -------- |
| mars 2001                                | juin 2020 | Jean-Pierre Carré | DVD       | Retraité |
| Les données manquantes sont à compléter. |           |                   |           |          |

## Démographie
L'évolution du nombre d'habitants est connue à travers les recensements de la population effectués dans la commune depuis 1793. Pour les communes de moins de 10 000 habitants, une enquête de recensement portant sur toute la population est réalisée tous les cinq ans, les populations de référence des années intermédiaires étant quant à elles estimées par interpolation ou extrapolation. Pour la commune, le premier recensement exhaustif entrant dans le cadre du nouveau dispositif a été réalisé en 2004.

En 2022, la commune comptait 91 habitants, en évolution de −4,21 % par rapport à 2016 (Nièvre : −3,28 %, France hors Mayotte : +2,11 %).
| 1793 | 1800 | 1806 | 1821 | 1831 | 1836 | 1841 | 1846 | 1851 |
| ---- | ---- | ---- | ---- | ---- | ---- | ---- | ---- | ---- |
| 531  | 293  | 343  | 269  | 321  | 344  | 340  | 321  | 264  |

| 1856 | 1861 | 1866 | 1872 | 1876 | 1881 | 1886 | 1891 | 1896 |
| ---- | ---- | ---- | ---- | ---- | ---- | ---- | ---- | ---- |
| 300  | 304  | 470  | 433  | 471  | 440  | 453  | 464  | 449  |

| 1901 | 1906 | 1911 | 1921 | 1926 | 1931 | 1936 | 1946 | 1954 |
| ---- | ---- | ---- | ---- | ---- | ---- | ---- | ---- | ---- |
| 455  | 430  | 393  | 342  | 325  | 323  | 287  | 268  | 239  |

| 1962 | 1968 | 1975 | 1982 | 1990 | 1999 | 2004 | 2006 | 2009 |
| ---- | ---- | ---- | ---- | ---- | ---- | ---- | ---- | ---- |
| 229  | 210  | 164  | 136  | 128  | 106  | 108  | 107  | 111  |

| 2014 | 2019 | 2022 | - | - | - | - | - | - |
| ---- | ---- | ---- | - | - | - | - | - | - |
| 96   | 92   | 91   | - | - | - | - | - | - |

## Culture locale et patrimoine

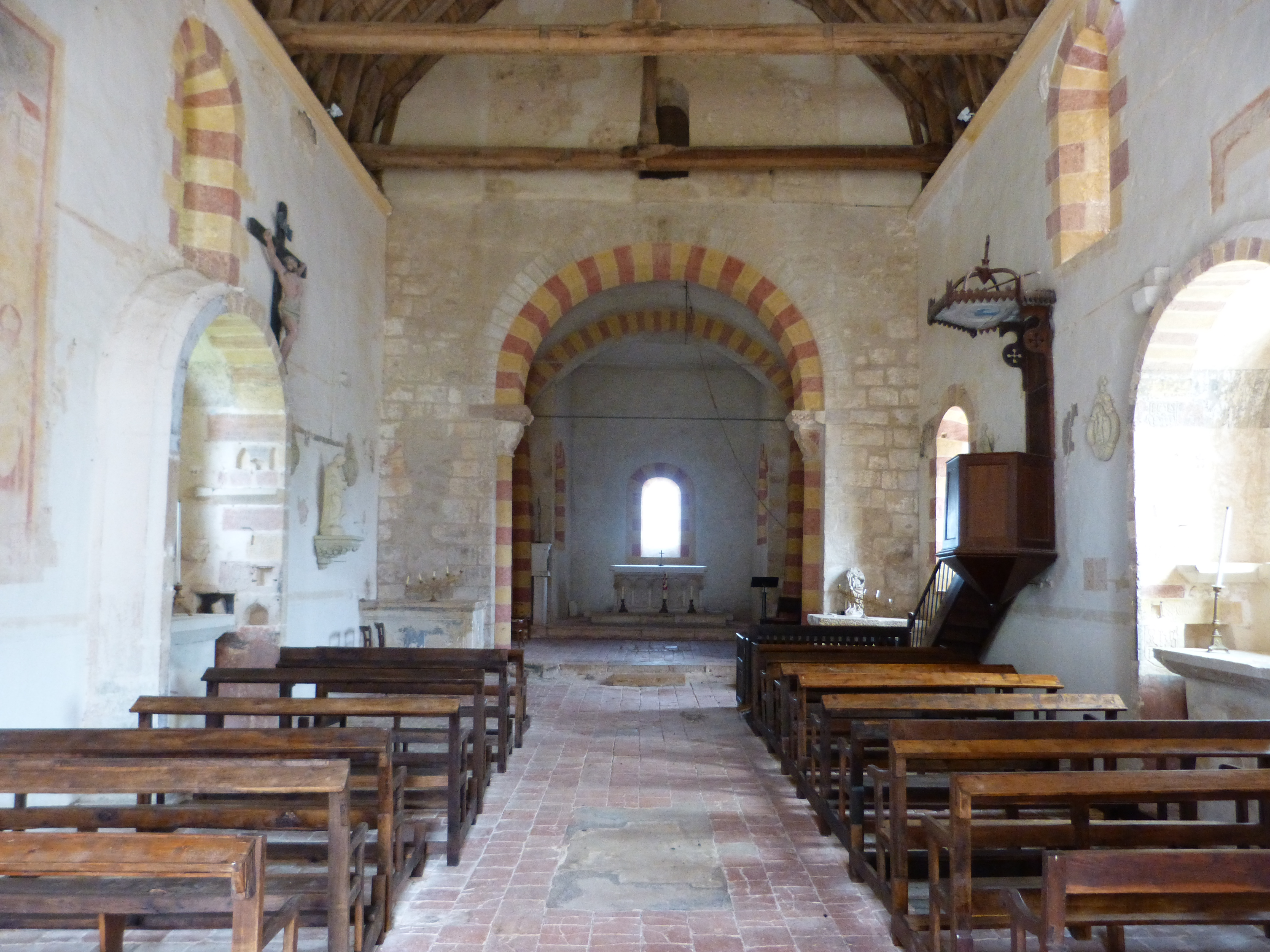
L'intérieur de l'église de Diennes-Aubigny.

### Lieux et monuments

#### Église Saint-Pierre-Saint Paul,XIIeetXVesiècles,Classée MH(1992)[25]
Elle présente l'une des plus belles charpentes de la région et a la particularité d'avoir un chevet plat et non arrondi. À la suite de sondages récents, des chantiers de bénévoles sont mis en œuvre par les associations « Pérennité de l'église » et « Rempart ». Ils permettent la remise en état des chapelles latérales dédiées à la Vierge Marie et à saint Pierre, ainsi que la restauration d'un immense saint Christophe et la mise en évidence de la bichromie en ocres rouge et jaune autour des baies hautes. Un tailleur de pierre est également intervenu pour reconstituer les chapiteaux, à l'entrée du chœur. En 2013 des vitraux contemporains dont été créés par l’artiste et dominicain, Kim En Joong.

#### Château de Romenay,XVIeetXVIIIesiècles,Classé MH(2007)[27]
Le château trouve son origine dès le XIVe siècle lorsque le domaine est acheté par Jean Coquille, ancêtre de Guy Coquille, célèbre historien du Nivernais et juriste. Le château est agrandi au XVIIe siècle, puis largement transformé au XVIIIe siècle. Abandonné à la Révolution française, ce n'est en 1966 que le comte et la comtesse de Montrichard, descendants de Guy Coquille et propriétaires du château à l'époque, reviennent s'y installer. Les actuels propriétaires rachètent la propriété en 1982 et y effectuent depuis de très importants travaux.